# Ford Taunus
Ford Taunus är en personbil i olika generationer från Ford i Tyskland. Modellen kom i produktion 1939 slutade tillverkas för den västeuropeiska marknaden 1983. Dock fortsatte produktion av olika varianter i Argentina (Taunus SP 1 & SP 2) till mitten av 1980-talet, och i Turkiet byggdes den ända till 1995 i en variant som kallades Otosan-Ford Taunus 2000, baserad på den sista tyska versionen men bland annat tekniskt uppdaterad med diverse komponenter från Ford Sierra.

## G93 (1939–52)
Taunus är ett modellnamn som förekommit under lång tid i Fordvärlden. Första gången namnet dök upp var när Taunus G93 ersatte Ford Eifel 1939.  Den modellen (ofta kallad "Buckel-Taunus" av tyska samlare, vilket syftar på den runda formen) tillverkades fram till 1942 i olika nordeuropeiska fabriker under Ford Kölns ledning för att sedan återupptas 1947 i något moderniserad form. De senare bilarna känns direkt igen på en bred och kromtyngd grill.
Ur-Taunusen byggdes som 2-dörrars fastback-kaross av tyska Ford men det förekom även en glasad kombi-modell som byggdes av Karmann på uppdrag av Ford och mindre serier av täckta leveranssedaner och cabrioleter.
Versioner:
| Modell | Årsmodell | Motor             | Cylindervolym | Effekt | Bränslesystem   |
| ------ | --------- | ----------------- | ------------- | ------ | --------------- |
| G93    | 1939-52   | 4-cyl radmotor sv | 1172 cm³      | 34 hk  | Enkel förgasare |

## G13 (1952–62)
G93 ersattes 1952 av helt nya Taunus 12M (G13) med pontonkaross liknande 1949 års USA-Ford i mindre format och 1,2-liters rak fyrcylindrig motor. Modellen kallas ofta "Weltkugel" efter jordgloben i nosen. Efter några år utökades serien med 15M med 1,5-liters motor. Modellserien fortsatte tillverkas till 1962.
Versioner:
| Modell   | Årsmodell | Motor              | Cylindervolym | Effekt | Bränslesystem   |
| -------- | --------- | ------------------ | ------------- | ------ | --------------- |
| 12M      | 1952-58   | 4-cyl radmotor sv  | 1172 cm³      | 38 hk  | Enkel förgasare |
| 15M      | 1955-58   | 4-cyl radmotor ohv | 1498 cm³      | 55 hk  | Enkel förgasare |
| 12M 1200 | 1959-62   | 4-cyl radmotor ohv | 1172 cm³      | 38 hk  | Enkel förgasare |
| 12M 1500 | 1959-62   | 4-cyl radmotor ohv | 1498 cm³      | 55 hk  | Enkel förgasare |

## P2 (1957-60)
1957 presenterades den något större Taunus 17 M (P2) (även känd som "Barock-Taunus") som 2- och 4-dörrars sedan och något senare även som kombi. Dessa tillverkades parallellt med 12/15 M.
Versioner:
| Modell | Årsmodell | Motor              | Cylindervolym | Effekt | Bränslesystem   |
| ------ | --------- | ------------------ | ------------- | ------ | --------------- |
| 17M    | 1957-60   | 4-cyl radmotor ohv | 1698 cm³      | 60 hk  | Enkel förgasare |

## P3 (1960-64)
Hösten 1960 ersattes P2-serien av en rundad modell som i fabrikens interna beteckningssystem hette Taunus P3. Den fick snabbt smeknamnet "Badewanne", "badkar", för sitt rundade utseende. Tekniskt byggde den i stora drag vidare på P2-modellen men med en robustare stomme. Designen tillskrivs Ford Kölns designchef Uwe Bahnsen och svensk-amerikanen Wesley Dahlberg som lånades över från Detroit för "Projekt Adria" som var arbetsnamnet för P3. Den hade god bränsleekonomi till följd av lågt luftmotstånd och låg vikt, vilket också gav mycket goda fartresurser för sin tid.
En "TS"-modell med förhöjd prestanda introducerades som 1962 års modell. TS-modellen hade en något starkare motor på 1,8 liter jämfört med basmodellens 1,7 liter, skivbromsar fram, separata framstolar och fyrväxlad låda som standard. De sistnämnda finesserna kunde beställas som tillval på den enklare "Super"-modellen. En motorsvagare variant på 1,5 liter importerades aldrig till Sverige.
Modellserien omfattade 2- och 4-dörrars sedaner samt olika varianter av kombibilar (såldes i Sverige som Taunus 17 M Kombi och i Västtyskland med flera länder som 17 M Turnier) och täckta leveranssedaner (ej i Sverige) på bas av Kombi-karossen. Den fristående tyska karossfirman Karl Deutsch byggde om en liten serie 2-dörrars 17 M P3 sedaner till kabrioleter och några få coupéer med panoramabakruta. 17 M P3 har även byggts om seriemässigt till pickup-lastbilar i Sydafrika (där sammansättning skedde i Fords regi) och Grekland. P3 har även byggts i fortsättningsserie under några år av turkiska Otosan-fabriken sedan modellen lagts ner i Västtyskland. Taunus P2 och P3 har även delat med sig av mekaniken till den karossmässigt VW-liknande minibussen Ford FK Taunus Transit som ersattes 1965 av den större serien Ford Transit med V4-motorer.
Versioner:
| Modell   | Årsmodell | Motor              | Cylindervolym | Effekt   | Bränslesystem            |
| -------- | --------- | ------------------ | ------------- | -------- | ------------------------ |
| 17M 1500 | 1961-64   | 4-cyl radmotor ohv | 1498 cm³      | 55 hk    | Enkel förgasare          |
| 17M 1700 | 1961-64   | 4-cyl radmotor ohv | 1698 cm³      | 60-65 hk | Enkel förgasare          |
| 17M TS   | 1962-64   | 4-cyl radmotor ohv | 1758 cm³      | 70-75 hk | Enkel/tvåports förgasare |

## P4 (1962-66)
12M avlöstes av den USA-utvecklade framhjulsdrivna Taunus 12 M med modellbeteckning P4 (projektnamn "Cardinal") som i sista stund överläts till Köln-fabriken efter en analys av USA-marknaden för småbilar. Det var den första framhjulsdrivna bilen från Ford.
Modellen hade vissa visuella likheter med den engelsktillverkade Ford Cortina Mk1 från samma tid. Tekniskt skiljde sig dock den framhjulsdrivna Taunusen med sin V4-motor radikalt från den bakhjulsdrivna Cortinan med sin raka fyra.
Versioner:
| Modell   | Årsmodell | Motor             | Cylindervolym | Effekt | Bränslesystem   |
| -------- | --------- | ----------------- | ------------- | ------ | --------------- |
| 12M 1200 | 1963-66   | 4-cyl V-motor ohv | 1183 cm³      | 40 hk  | Enkel förgasare |
| 12M 1500 | 1963-66   | 4-cyl V-motor ohv | 1498 cm³      | 50 hk  | Enkel förgasare |
| 12M TS   | 1963-64   | 4-cyl V-motor ohv | 1498 cm³      | 55 hk  | Enkel förgasare |
| 12M TS   | 1965-66   | 4-cyl V-motor ohv | 1498 cm³      | 65 hk  | Enkel förgasare |

## P5 (1965-67)
P3-serien ersattes till 1965 av 17M och 20M med intern modellkod P5. Dessa kallas ibland "Grosse Badewanne" för att särskilja från P3-modellen, och karossen är i princip en förstorad P3-kaross med förbättrad framvagn.
Karossversionerna utökades nu med en 2-dörrars hardtop coupé. Toppmodellen 20M TS hade förutom servobromsar även separata framsäten samt fyrväxlad låda med golvspak, till skillnad från de enklare modellerna som fortfarande hade helt framsäte och rattväxel.
Nytt för 17 M var en V4-motor på 1,7 liter baserad på den framhjulsdrivna 12 M P4:s USA-utvecklade V4-motor på 1,2 eller 1,5 liter. Basversionen av 17 M erbjöds med 1,5-liters motor. V4-motorerna hade sämre vridmoment än P3-modellens raka fyra, och med P5:ans högre vikt hade bilen också sämre prestanda än föregångaren. Initialt hade Ford även problem med kylningen på dessa motorer, vilket medförde haverier till följd av defekta topplockspackningar. Något senare ändrades bland annat kylmantlarna i motorblocket och problemen minskade väsentligt. Samma motortyp kom också att användas i tur och ordning i Saab 95/96, Matra MX530 och Ford Consul Granada.
20 M har en 2,0-liters V6-motor utvecklad i Västtyskland på samma grundkonstruktion, dock utan balansaxel. Det fanns även en 1,8 liters variant på 82 hk,  betydligt mer driftsäker än V4:an (som dock förbättrades senare tack vare Saab:s erfarenheter). Denna motor kallas Taunus V6 och ingår i den långlivade motorfamilj som sedermera kom att kallas Köln V6 (Cologne V6 på engelska). Serien kompletterades först med 2,3- och 2,6-liters utföranden, senare förstorades 2,6 till 2,8 liter. Dessa tillverkades långt in på 1980-talet innan motorfamiljen omarbetades med bland annat nya, bättre flödande och därmed mindre värmesamlande topplock och kedjedriven kamaxel samtidigt som volymerna ökades marginellt till 2,5 respektive 2,9 liter där den senare fanns i två versioner som en OHV-motor av den gamla typen på 145 hk och en DOHC-variant med 207 hk i Ford Scorpio. 
OHV-versionen särskiljs enklast från den äldre typen genom sina tre avgasportar per sida i stället för de äldres två siamesportar per sida. En 4,0-liters version av denna motor på 206 hk återfinns också i den amerikanska SUV:n Ford Explorer, Ford Ranger pick-up och basversionen av Ford Mustang fram till att den ersattes av Duratec V6. All produktion av V-motorerna i Taunus/Köln-familjen skedde vid Fords motorfabrik i Köln.
Versioner:
| Modell   | Årsmodell | Motor             | Cylindervolym | Effekt | Bränslesystem      |
| -------- | --------- | ----------------- | ------------- | ------ | ------------------ |
| 17M 1500 | 1965-67   | 4-cyl V-motor ohv | 1498 cm³      | 60 hk  | Enkel förgasare    |
| 17M 1700 | 1965-67   | 4-cyl V-motor ohv | 1699 cm³      | 70 hk  | Enkel förgasare    |
| 20M      | 1965-67   | 6-cyl V-motor ohv | 1998 cm³      | 85 hk  | Tvåports förgasare |
| 20M TS   | 1965-67   | 6-cyl V-motor ohv | 1998 cm³      | 90 hk  | Tvåports förgasare |

## OSI (1966-67)
OSI ("Officine Stampaggi Industriali") var en sportcoupé som tekniskt var baserad på P5-modellen, medan karossen byggdes av italienska Officine Stampaggi Industriali i Turin i Italien. Bilen presenterades för första gången på Genève-utställningen 1966 och tillverkningen inleddes i augusti samma år.
Inledningsvis levererades bilen endast med 2,0-liters V6-motorn på 90 hästkrafter från Taunus 20M, men året därpå fanns även den nya 2,3-liters V6:an på 108 hästkrafter som alternativ, vilket gav bilen betydligt bättre prestanda. Under 1967 tillverkades modellen även med den starkare 2,3-liters RS-motorn på 125 hästkrafter i begränsad upplaga - cirka 50 bilar - liksom specialversioner med turbo (180 hk May Turbo samt 188 hk Bosch Turbo).
På Genève-utställningen 1967 presenterades en cabriolet-version som dock endast kom att tillverkas i tre exemplar innan OSI-fabriken gick i konkurs. Vid det här laget hade intresset från Fords sida också svalnat då den då helt nya Ford Capri stod redo att presenteras.
Totalt tillverkades cirka 2200  OSI.
Versioner:
| Modell   | Årsmodell | Motor             | Cylindervolym | Effekt | Bränslesystem      |
| -------- | --------- | ----------------- | ------------- | ------ | ------------------ |
| OSI 2000 | 1966-67   | 6-cyl V-motor ohv | 1998 cm³      | 90 hk  | Tvåports förgasare |
| OSI 2300 | 1967      | 6-cyl V-motor ohv | 2293 cm³      | 108 hk | Tvåports förgasare |
| OSI 2300 | 1967      | 6-cyl V-motor ohv | 2293 cm³      | 125 hk | Tvåports förgasare |

## P6 (1966-70)
Taunus var även på 1960-talet samlingsnamnet för flera samtidiga modeller. Minst var de framhjulsdrivna 12M och 15M med V4-motorer på 1,2 1,5 och 1,7 liter och intern modellbeteckning P6 med den nya, tyskdesignade kaross som följde modellen tills nerläggningen hösten 1970.
Modellen efterträddes 1971 av den helt nya och större Ford Taunus TC.
Versioner:
| Modell   | Årsmodell | Motor             | Cylindervolym | Effekt | Bränslesystem   |
| -------- | --------- | ----------------- | ------------- | ------ | --------------- |
| 12M 1200 | 1967-68   | 4-cyl V-motor ohv | 1183 cm³      | 45 hk  | Enkel förgasare |
| 12M 1300 | 1967-70   | 4-cyl V-motor ohv | 1305 cm³      | 50 hk  | Enkel förgasare |
| 15M      | 1967-70   | 4-cyl V-motor ohv | 1498 cm³      | 60 hk  | Enkel förgasare |
| 15M S    | 1967-70   | 4-cyl V-motor ohv | 1498 cm³      | 65 hk  | Enkel förgasare |
| 15M TS   | 1967-68   | 4-cyl V-motor ohv | 1699 cm³      | 70 hk  | Enkel förgasare |
| 15M TS   | 1969-70   | 4-cyl V-motor ohv | 1699 cm³      | 75 hk  | Enkel förgasare |

## P7 (1967-71)
1968 ritades P5 om och bytte internbeteckning till P7. Mekaniskt sett var P7 i stort identisk med P5. Denna kaross blev rakare och skiljde sig ganska tydligt i detaljer mellan sedan och coupé. Bland annat flyttades bakljusen från karosshörnorna till bakstammen, och en tydlig "knick" i karossvecket skapades under bakre sidorutan. 20M modellen hade ett falskt luftintag på motorhuven,något som endast förekom 1968. En nyhet för P7 var en till 2,3 liter förstorad V6-motor till 17/20M RS och 20M TS. Andra nyheter var 12 volts elsystem samt tvåkrets bromssystem som standard.
Den publika smaken gjorde dock tummen ner och därför ritades karossen raskt om till 1969, då Ford officiellt tog bort namnet Taunus, medan beteckningarna 17 M, 20 M osv var kvar, men TS-modellen ersattes av RS, som dessutom hade mer omfattande instrumentering med 3 mätare i mittkonsolen. 1969 flyttades åter bakljusen ut i bakskärmarnas hörn, fronten fick helt ny design som var influerad av Lincoln. 2,3-litersmotorn reviderades men hade samma effekt. Internkoden blev nu ändrad till P7b och 20M RS kunde väljas med en ännu större V6 på 2,6 liter. 1969 utökades serien med toppmodellen 26M som hade V6-motorn på 2,6 liter (på vissa marknader erbjöds den engelskbyggda Essex-V6:an på 3.0 liter som alternativ), samt bättre utrustning som servostyrning, större frambromsar, tonade rutor, sollucka, dubbla strålkastare med mera, som standard. Det byggdes även ett antal cabrioleter av karosserifirma Karl Deutsch.
Modellserien ersattes 1972 av Granada och Consul som samtidigt ersatte även de engelska Zephyr och Zodiac.
Versioner:
| Modell     | Årsmodell | Motor             | Cylindervolym | Effekt   | Bränslesystem     |
| ---------- | --------- | ----------------- | ------------- | -------- | ----------------- |
| 17M 1500   | 1968-71   | 4-cyl V-motor ohv | 1498 cm³      | 60 hk    | Enkel förgasare   |
| 17M 1700   | 1968-71   | 4-cyl V-motor ohv | 1699 cm³      | 65 hk    | Enkel förgasare   |
| 17M 1700 S | 1968-71   | 4-cyl V-motor ohv | 1699 cm³      | 70-75 hk | Enkel förgasare   |
| 20M        | 1968-71   | 6-cyl V-motor ohv | 1998 cm³      | 85-90 hk | Tvåport förgasare |
| 20M TS     | 1968      | 6-cyl V-motor ohv | 2293 cm³      | 108 hk   | Tvåport förgasare |
| 20M XL     | 1969-71   | 6-cyl V-motor ohv | 2293 cm³      | 108 hk   | Tvåport förgasare |
| 17M 1800   | 1969-71   | 6-cyl V-motor ohv | 1812 cm³      | 82 hk    | Tvåport förgasare |
| 17M RS     | 1969-71   | 6-cyl V-motor ohv | 2293 cm³      | 108 hk   | Tvåport förgasare |
| 20M RS     | 1968-69   | 6-cyl V-motor ohv | 2293 cm³      | 125 hk   | Tvåport förgasare |
| 20M RS     | 1970-71   | 6-cyl V-motor ohv | 2550 cm³      | 125 hk   | Tvåport förgasare |
| 26M        | 1970-71   | 6-cyl V-motor ohv | 2550 cm³      | 125 hk   | Tvåport förgasare |

## TC1 (1970-75)
1971 introducerades den helt nya Taunus TC-serien (TC uttyds Taunus-Cortina) som ersättare för Taunus 12/15m (P6). Det blev en bakhjulsdriven mellanklassbil med USA-inspirerad formgivning och även utvecklad på initiativ av Ford i USA. Denna Taunus-serie är syskon med engelska Ford Cortina Mk III/IV/V och de utvecklades i ett samarbete mellan arbetsgrupper i Västtyskland, England och USA vilket gör att mycket av den tekniska uppbyggnaden är gemensam för modellserierna. Dock skilde de sig bland annat till utseendet, med bara ett fåtal karossdelar gemensamma mellan Taunus TC1 och Cortina mk III, främst i karosstommarna.
Ford Taunus TC1 led svårt av kvalitetsproblem under sina två första produktionsår och tilldelades då tyska bilistorganisationen ADAC:s så kallade Silvercitronpris för största antal rapporterade haverier på Autobahn under ett år, men med tiden förbättrades modellen successivt till att bli en pålitlig och uppskattad bil som idag nått klassikerstatus.
Motorerna i nya Taunus varierade från nya raka fyrcylindriga så kallade "Pinto-motorn" på 1,3 eller 1,6 liter med överliggande kam, till Köln V6:orna på 2,0 eller 2,3 liter. Fr o m 1974 började även Pinto-motorn i 2,0-litersversion monteras i Taunus GXL, men då först bara för den svenska marknaden eftersom nya avgaskrav stoppade den mindre V6:an.
Cortina hade både den engelska Kent-motorn med stötstänger (1300 och 1600 X-Flow), vilken hade sitt ursprung i Ford Anglia, och Pinto-motorn i 1600- och 2000-utförande för de exklusivare modellerna. Toppmodellerna hette 2000E (för "Executive") och 2000 GXL. Dessa bilar försågs enbart med fyrcylindriga motorer när de byggdes i Europa, men vidareutvecklades i Australien till en inhemsk variant kallad Cortina Six med amerikanskutvecklad rak sexcylindrig motor från Ford Falcon.
"Pintomotorn" har aldrig kallats det officiellt (i intern litteratur betecknas den vanligen bara "OHC-motorn") utan fick sitt smeknamn från den USA-tillverkade kompakta Ford-modellen Pinto, eftersom det var där denna raka fyra hade sin premiär. Den amerikanska Pinto-motorn var i stort sett identisk med de europeiska versionerna de första åren, men omarbetades senare för att kunna ökas i volym till 2,3 liter och utveckla ett något högre vridmoment som behövdes när Pinto-bilarna ökade i vikt. TC-bilarna kom i sin tur att stå förebild för den nya framvagnen i 1975 års förnyelse av Ford Pinto och den Pinto-baserade nya Mustang II.
1970-talets Taunus förekom i många olika versioner, från den enklaste 1300 basmodellen till toppmodellen 2300 GXL (där motorn ärvts från Taunus 20M 2300), som bland annat hade kraftigare fjädring, förstärkt bakaxel (s.k. Atlas-axel), sportigare instrumentering, runda extrastrålkastare, vinyltak och många kromade karossdetaljer som förstärkte det visuella släktskapet med USA. De första åren särskiljdes 1300 och de billigaste versionerna av 1600 genom sina två runda strålkastare i 7 tums SAE-standardstorlek, medan de lite dyrare hade bredbandsstrålkastare utan extraljus i grillen.
Till 1974 moderniserades utseendet något på både Taunus TC1 och Cortina mk III genom nya grillar av plast och nya bakljusglas på Cortina (som nu fick Taunus bredbandsstrålkastare på de dyrare versionerna och blev mer lik Taunus i utseendet), medan Taunus bakljus behölls oförändrade. På Taunus försvann de runda 7" strålkastarna från de billigaste modellerna som fick samma bredbandsstrålkastare som de dyrare, medan GXL miste extraljusen men fick en lyxigare variant av plastgrillen med två extra blanklister och ett Taunus-emblem i centrum. Dessa senare bilar fick även en ny och mer ergonomiskt riktig instrumentbräda som bakom tydlig inspiration från Cortina mk II dolde ett väsentligt förbättrat ventilationssystem, något som varit en av de mest kritiserade detaljerna i den första serien.
Versioner:
| Modell  | Årsmodell | Motor               | Cylindervolym | Effekt | Bränslesystem      |
| ------- | --------- | ------------------- | ------------- | ------ | ------------------ |
| 1300    | 1971-75   | 4-cyl radmotor SOHC | 1294 cm³      | 55 hk  | Enkel förgasare    |
| 1600    | 1971-75   | 4-cyl radmotor SOHC | 1593 cm³      | 72 hk  | Enkel förgasare    |
| 1600 GT | 1971-75   | 4-cyl radmotor SOHC | 1593 cm³      | 88 hk  | Tvåports förgasare |
| 2000    | 1974-75   | 4-cyl radmotor SOHC | 1993 cm³      | 99 hk  | Tvåports förgasare |
| 2000    | 1971-75   | 6-cyl V-motor ohv   | 1998 cm³      | 90 hk  | Tvåports förgasare |
| 2300    | 1971-75   | 6-cyl V-motor ohv   | 2293 cm³      | 108 hk | Tvåports förgasare |

## TC2 (1976-1979) och TC3 (1980-1983)
1976 presenterades den modifierade Taunus TC2, med en stramare kaross (som med detta blev gemensam med Cortina) och en mer europeisk framtoning. Denna bil tillverkades fram till 1979, då den efterträddes av TC3 som var ett mellanting mellan ett rent modellbyte och en ansiktslyftning.
TC3 fick bland annat något förbättrade motorer, gasstötdämpare, mer påkostad inredning, bättre isolering, större rutor, annorlunda front och större bakljus. 5-växlad låda och servostyrning fanns som tillval. Modellen tillverkades 1980-1983, och ersattes därefter av den mera strömlinjeformade Ford Sierra, som under den helt nya karossen fick ärva många mekaniska komponenter från Taunusen.
Versioner:
| Modell  | Årsmodell | Motor               | Cylindervolym | Effekt                     | Bränslesystem      |
| ------- | --------- | ------------------- | ------------- | -------------------------- | ------------------ |
| 1300    | 1976-83   | 4-cyl radmotor SOHC | 1294 cm³      | 55 hk                      | Enkel förgasare    |
| 1600    | 1976-83   | 4-cyl radmotor SOHC | 1593 cm³      | 73 hk                      | Tvåports förgasare |
| 2000    | 1976-83   | 4-cyl radmotor SOHC | 1993 cm³      | 99 hk                      | Tvåports förgasare |
| 2000 V6 | 1976-83   | 6-cyl V-motor ohv   | 1998 cm³      | 90 hk                      | Tvåports förgasare |
| 2300 V6 | 1976-83   | 6-cyl V-motor ohv   | 2293 cm³      | 108 hk (TC2) /114 hk (TC3) | Tvåports förgasare |

## Ford Taunus-versioner utanför Europa
Taunus TC1 1974 tillverkas i Argentina i en speciellt anpassad serie som förstärkts för att klara vägnätets extra påfrestningar, och mycket av erfarenheterna användes även i de europeiska bilarnas fortsatta utveckling. Utseendet på dessa bilar motsvarar in i detalj 1971-73 års europeiska modeller ända till slutet av 70-talet, medan mycket avviker i teknik och utrustning eftersom de argentinska bilarna allt eftersom fick allt större andel inhemskt producerade delar och dök upp i flera egna versioner med bland annat den 2,3 liter stora varianten av "Pinto"-motorn och en kraftigare bakaxel av typ Dana 30 som heller aldrig monterades i de europeiska bilarna. TC2-modellen byggdes aldrig i Argentina, men efter Taunus-seriens upphörande i Europa fortsatte Taunus/Cortina TC3 att tillverkas i Argentina till 1980-talets andra hälft. Parallellt byggdes då också en välutrustad coupé kallad Taunus SP 3 som baserades på den gamla TC1-seriens coupé-kaross men med bland annat frampartiet taget från TC3-serien och med egendesignade bakljus, den hade dessutom en trimmad version av 2,3-litersmotorn och 5-växlad manuell växellåda. Denna Taunus-coupé var unik för Argentina.
En version av Taunus TC3 tillverkades också på licens i Turkiet från och med nerläggningen av produktionen i Tyskland och Belgien fram till mitten av 1990-talet, den så kallade Otosan Taunus, de byggdes enbart som fyradörrars sedaner med antingen 1,6 eller 2,0 liters OHC-motorn ("Pinto"). Tidiga bilar ser ut som de som byggdes av Ford själva innan de efter några år moderniserades med dubbelljusgrill från Hella och vid 80-talets slut fick en moderniserad bakåtlutande grill, en heltäckande bakljusramp och stötsköldar av plast. Instrumentbrädan i senare bilar är dessutom en helt egen baserad på Ford Sierras. Den sist introducerade toppmodellen kallades Taunus 2000 och hade bland annat luftkonditionering, extrastrålkastare, 5-växlad låda som standard och elektrisk sollucka.
Syskonet Cortina var vid en tid på 70-talet under förhandling om att bli grund i ett tänkt folkbilsprojekt hos den asiatiska samarbetsorganisationen ASEAN men detta blev aldrig av. Däremot licensbyggdes Cortina mk III (liksom innan dess föregångaren mk II) av den sydkoreanska biltillverkaren Hyundai, som fortsatte med Cortina-produktion fram till att serien avvecklades i väst. Sista generationen Taunus/Cortina blev då i stället grunden för utvecklingen av den första generationen av Hyundai Stellar som ersatte Cortina i deras produktion. Många chassidelar och vissa detaljer i kraftöverföringen är direkt gemensamma mellan dem.

## Bilder

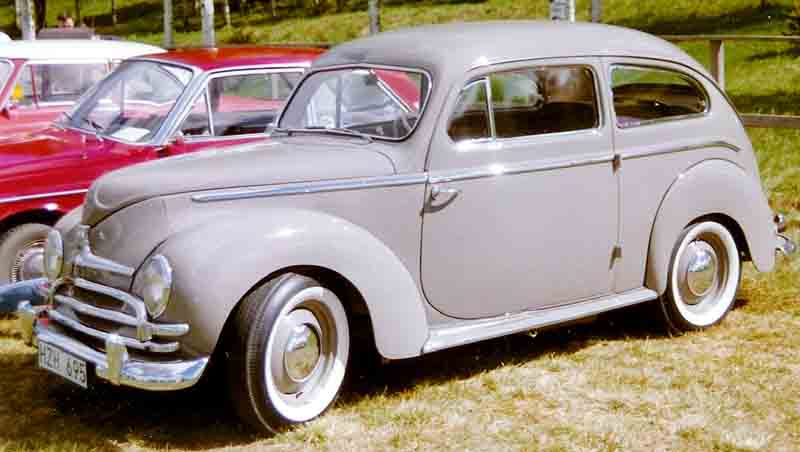
Taunus G93
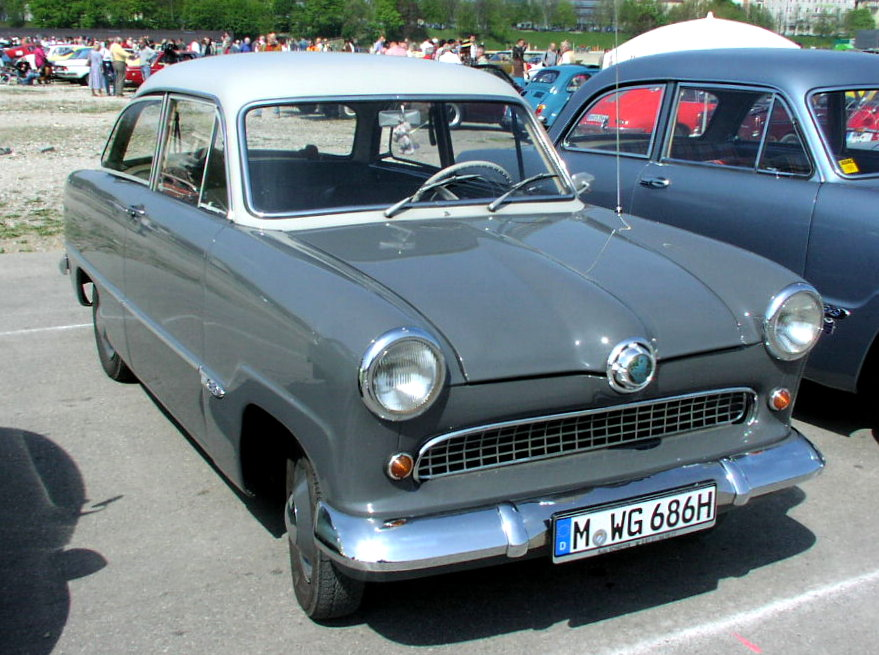
Taunus G13
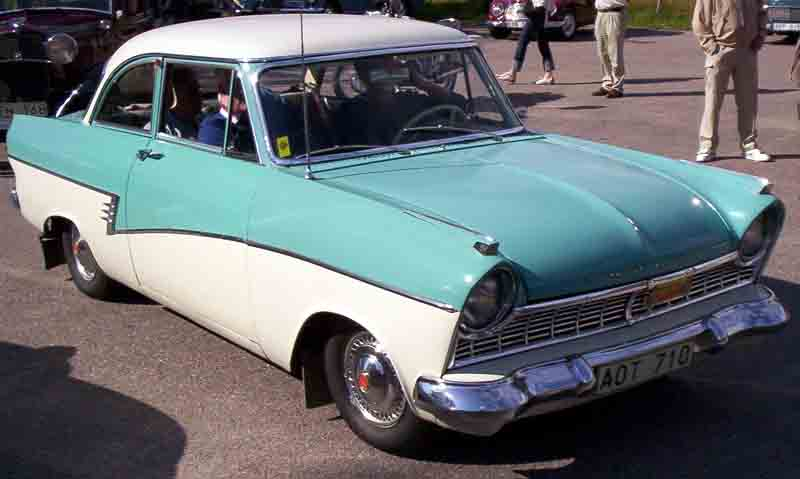
Taunus P2
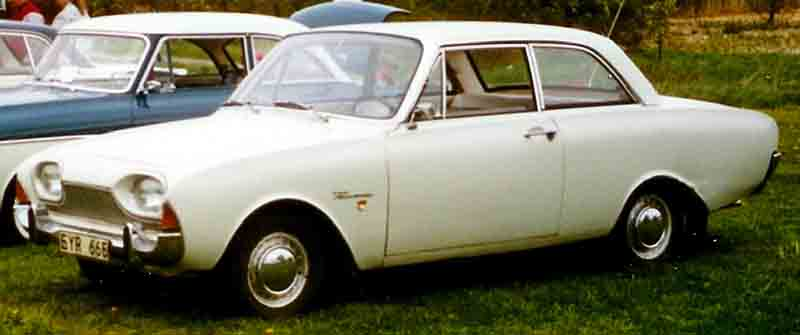
Taunus P3
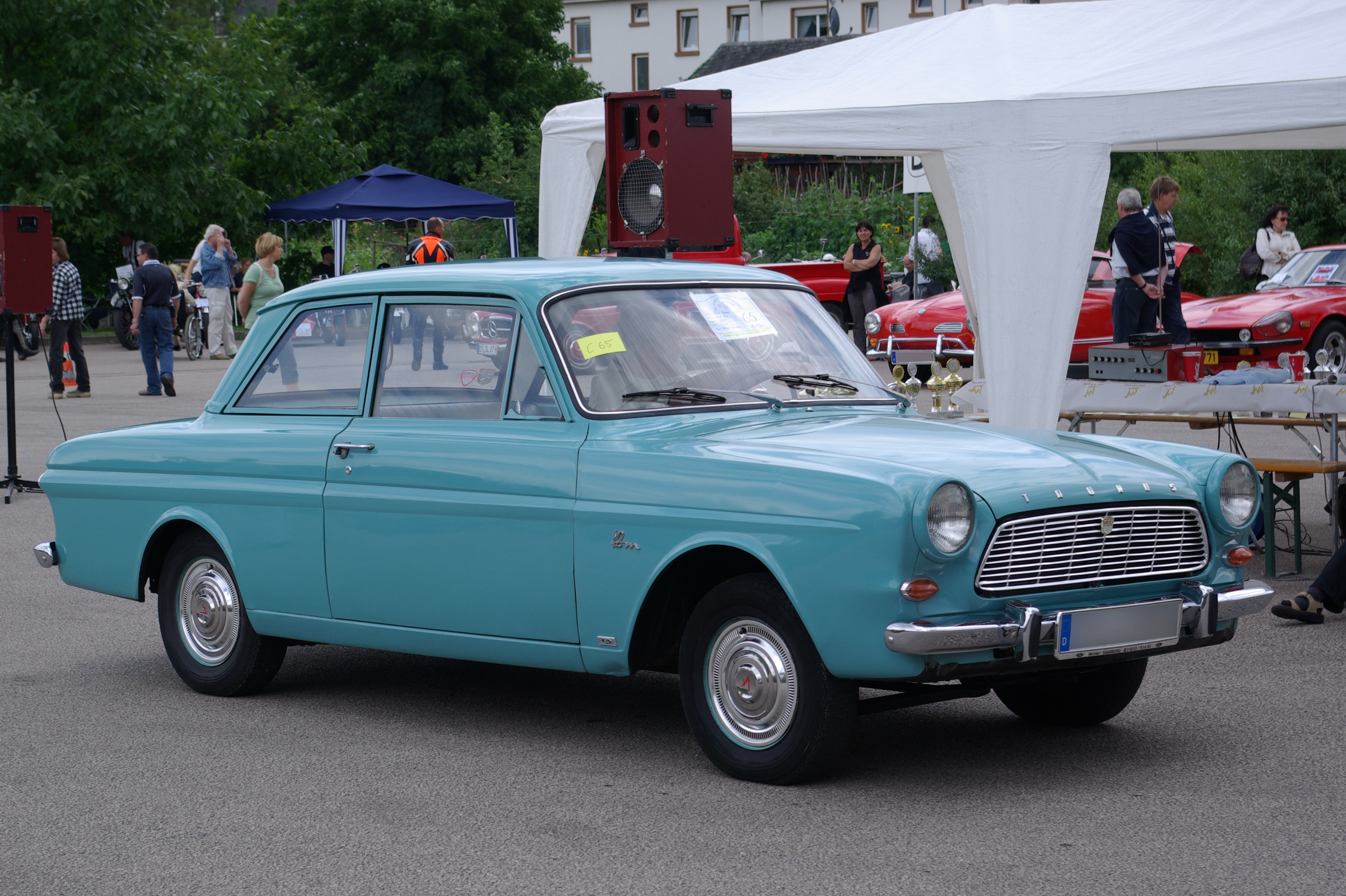
Taunus P4
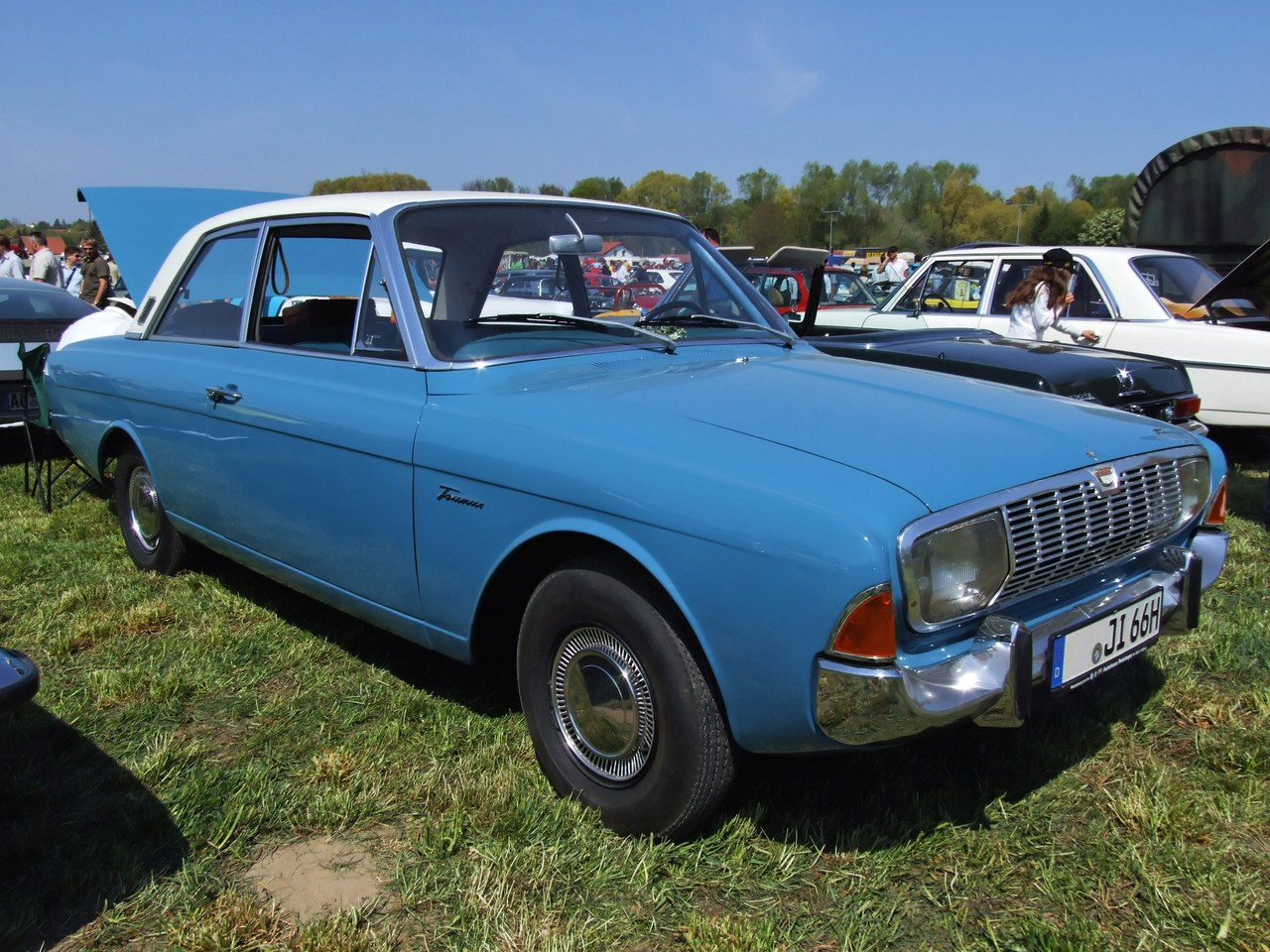
Taunus P5
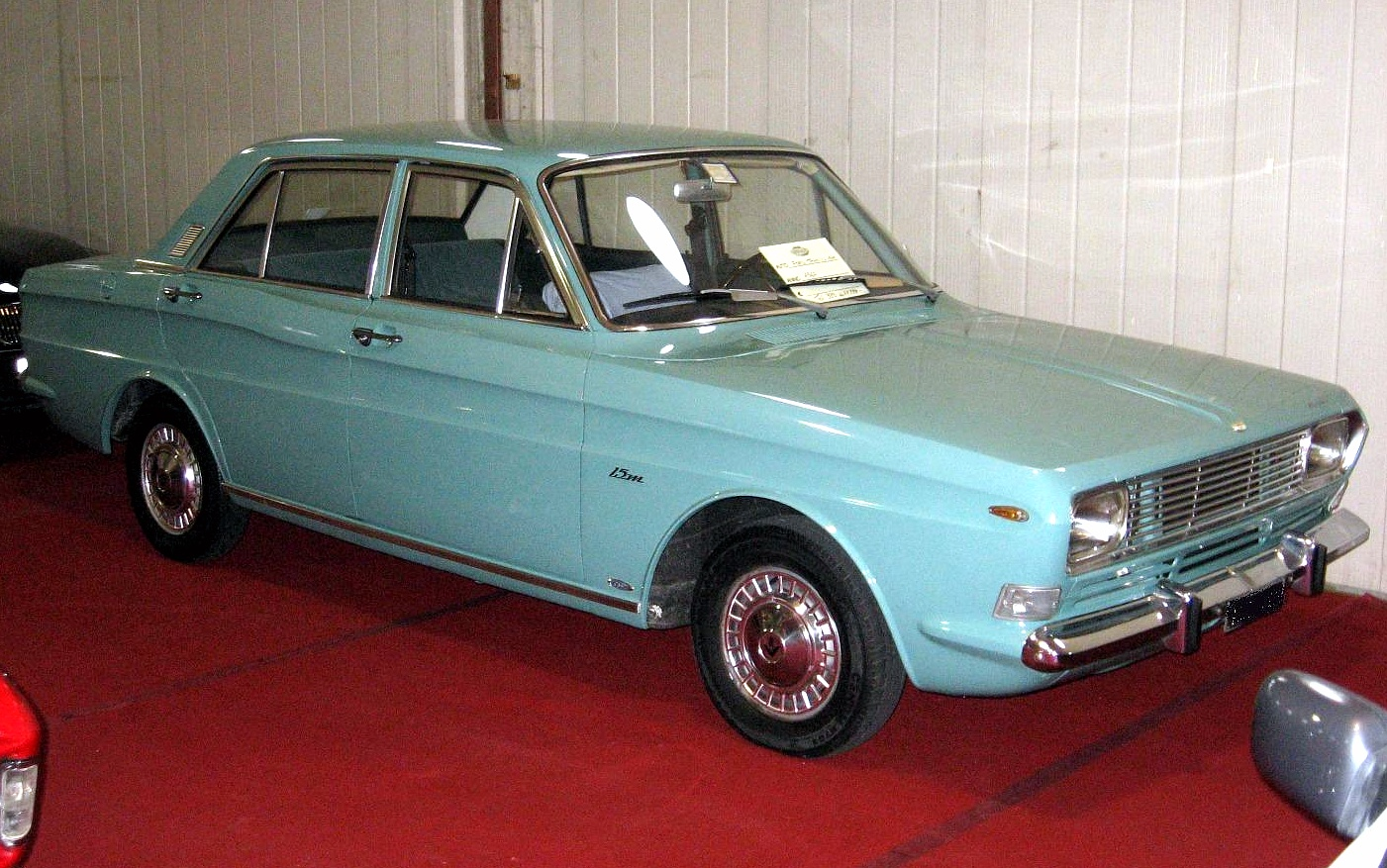
Taunus P6
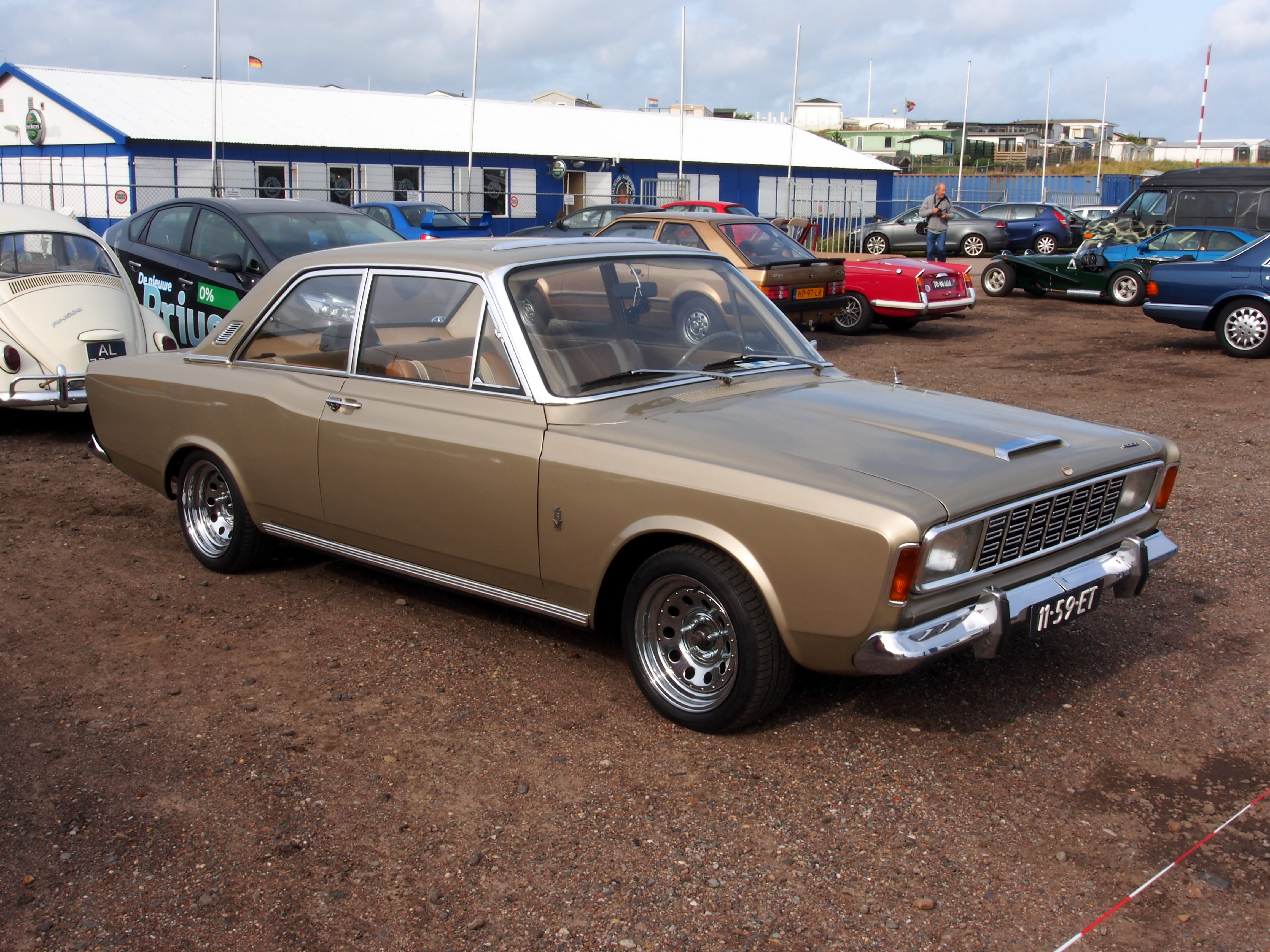
Taunus P7A
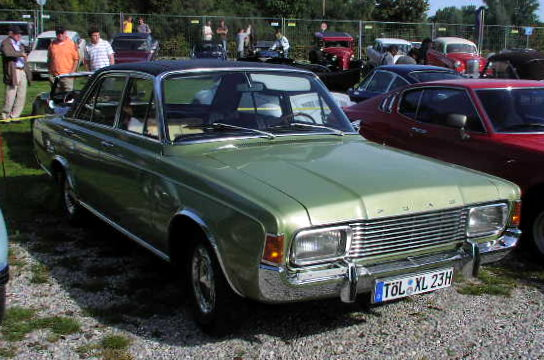
Taunus P7B
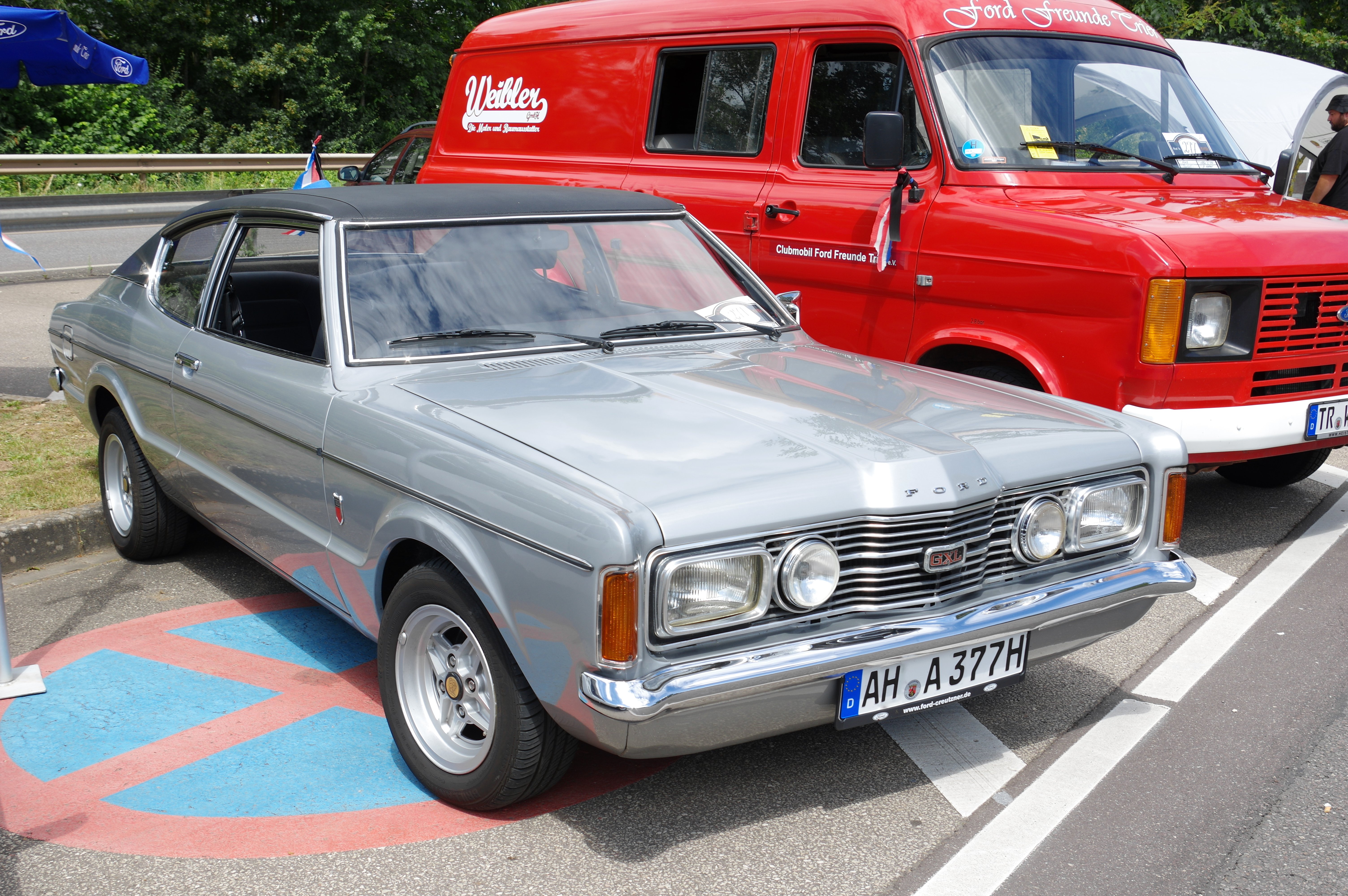
Taunus TC1 1974
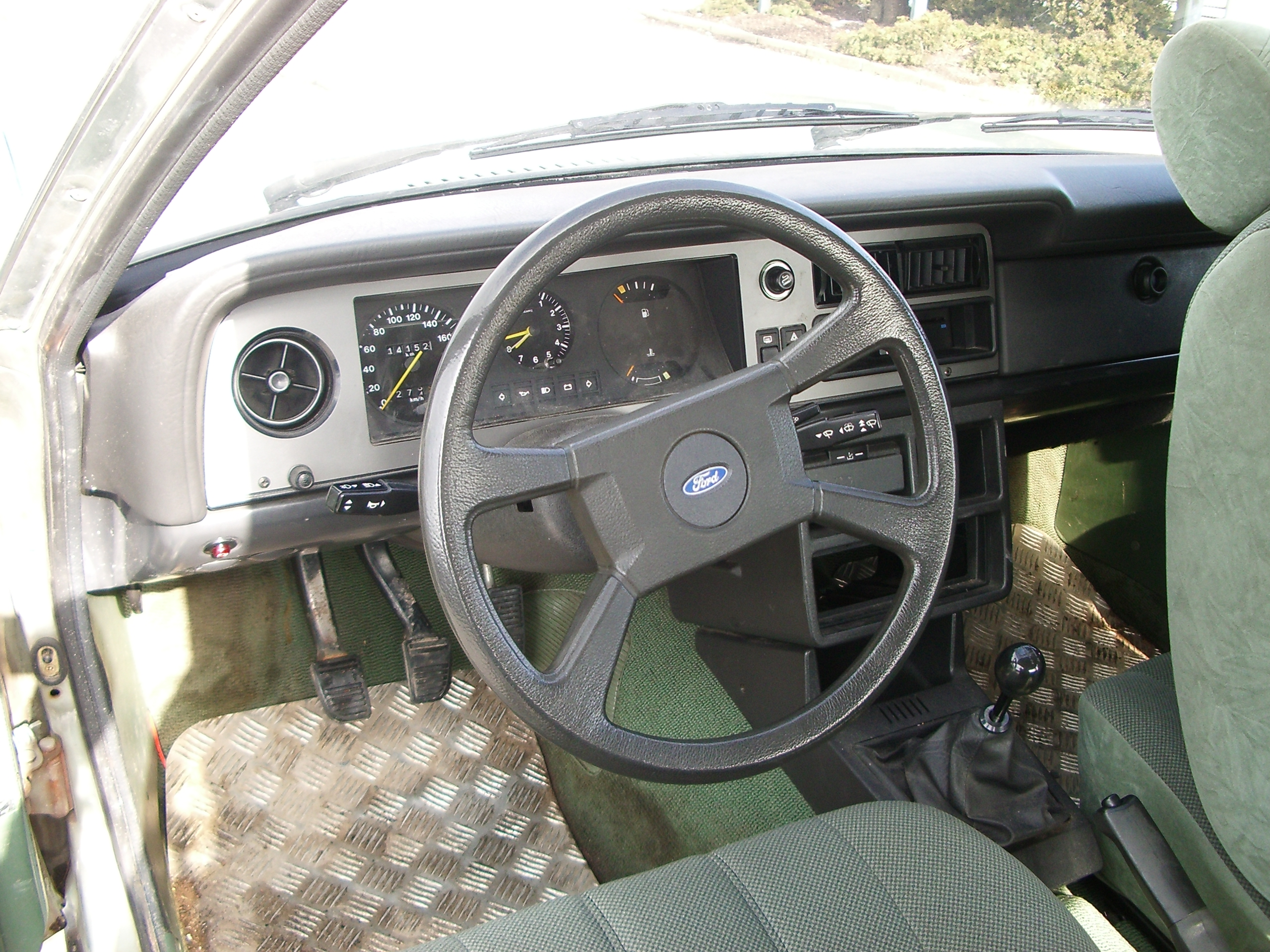
Interiör Taunus TC3 1982

## Ford Taunus i film
Raggarparet Ronny och Ragge kör omkring i sena årgångar av Ford Taunus i olika utföranden som de har helgonförklarat och kallar "Fårrd".
I Bondfilmen Älskade spion jagas James Bond av en Ford Taunus av 1977 års modell.